# Barrage de la Gittaz
Ne doit pas être confondu avec La Giettaz, commune de Savoie située dans le massif des Aravis.
Le barrage de la Gittaz (prononcé « barrage de la Gitte ») est un barrage français de type « poids voûte », situé dans le massif alpin du Beaufortain, sur la commune de Beaufort-sur-Doron dans le département de la Savoie en région Auvergne-Rhône-Alpes.
Construit entre 1963 et 1967, il reçoit les eaux du torrent de la Gittaz et contribue, avec le barrage de Saint-Guérin, au remplissage du barrage de Roselend. Il compose ainsi le vaste ensemble hydroélectrique du Beaufortain, dont les eaux sont turbinées à la centrale hydroélectrique de la Bâthie près d'Albertville.

## Géographie
Le barrage de la Gittaz est situé dans le massif du Beaufortain sur la commune de Beaufort-sur-Doron au nord-est du département de la Savoie. Construit de forme arquée (barrage poids-voûte) sur un axe nord-sud, il retient les eaux du torrent de la Gittaz à l'est, formant le lac de la Gittaz, s'étendant sur 37 hectares à 1 562 mètres d'altitude.
Le barrage est accessible par l'unique route desservant le hameau de la Gittaz, non accessible toutefois à la circulation automobile durant l'hiver du fait de son impraticabilité liée aux chutes de neige. Cette route débute à une intersection de la route départementale D 925 arrivant du chef-lieu de Beaufort en contrebas du lac de Roselend. Le barrage se situe pour sa part à 12 km au sud-est du chef-lieu de Beaufort et à environ 3 km à l'ouest du hameau de la Gittaz.
D'une hauteur de 65 m, le barrage est « coincé » dans un vallon étroit et abrupt, dont le sommet culmine à 1 564 m. Il est séparé du lac de Roselend par le col de sur Frêtes.

## Histoire
En 1961 est mis en service le complexe hydroélectrique de Roselend - La Bâthie, faisant suite aux travaux d'aménagement du futur complexe hydroélectrique du Beaufortain débutés en 1955. Sont dans un premier temps mis en eau le barrage de Roselend et le barrage de Saint-Guérin en 1960, le second contribuant à l'alimentation en eau du premier. Les eaux captées par le barrage de Roselend sont expédiées à la centrale hydroélectrique de La Bâthie aménagée près d'Albertville au bas de la vallée de la Tarentaise par une galerie et une conduite forcée. Puis, pour renforcer la capacité de stockage du barrage de Roselend, débutent à partir de 1962 les travaux de construction du barrage de la Gittaz, qui se terminent en 1967, année de sa mise en eau et mise en service. Le nouveau barrage permet ainsi un acheminement de 13 millions de mètres cubes d'eau supplémentaires au Roselend.

## Caractéristiques

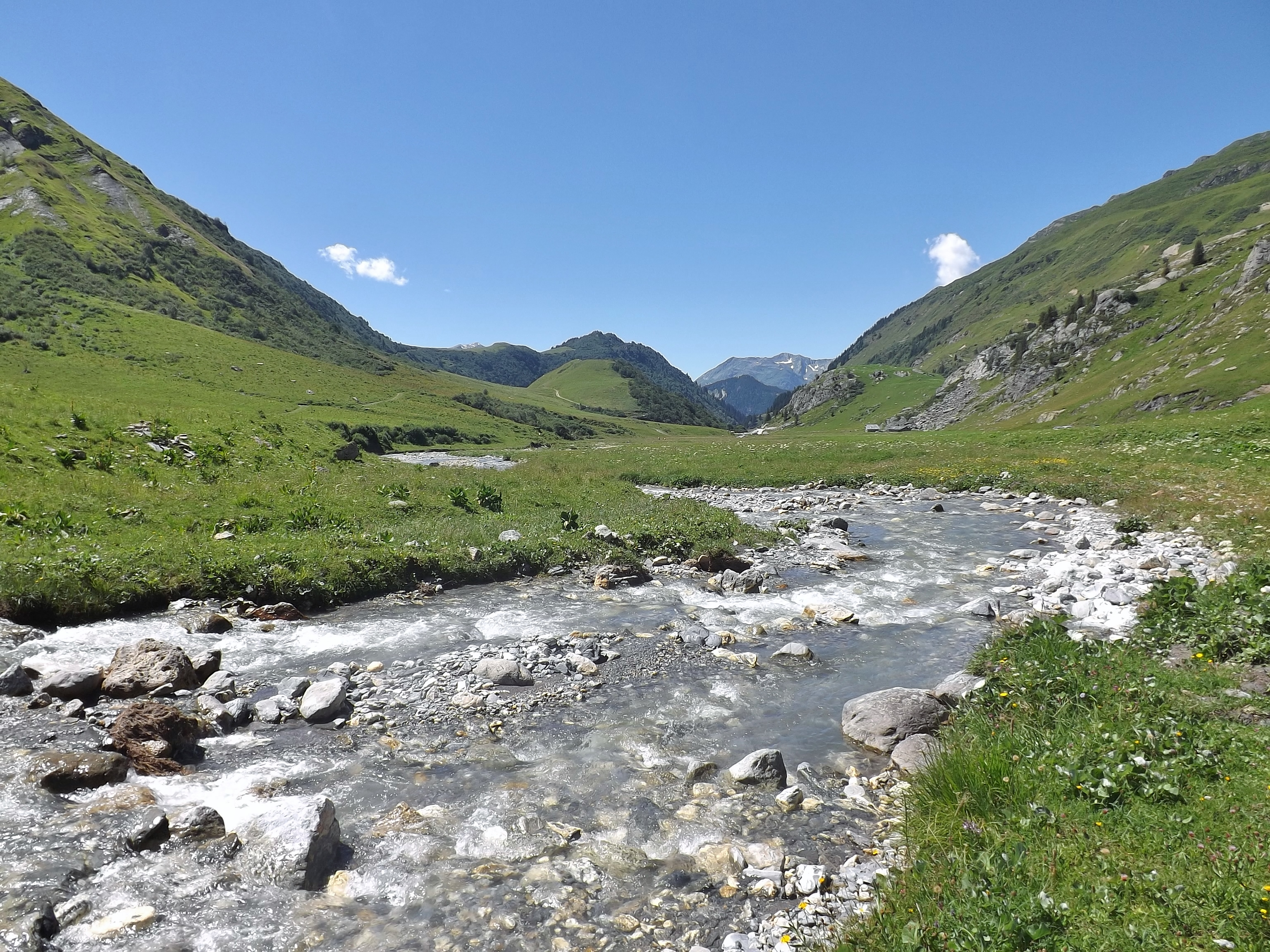
Le torrent de la Gittaz, alimentant le barrage (situé ici à environ 1 km en aval).

Le barrage de la Gittaz est un barrage de type « poids voûte » ou « poids arqué » à forme triangulaire de 65 m de hauteur, de 164 m de longueur, de 47,8 m de largeur à la base et de 3 m de largeur en crête. Édifié sur le passage du torrent de la Gittaz, le barrage permet une retenue en eau de 40 ha d'une profondeur maximale de 64 m, soit 13,7 millions de mètres cubes pouvant atteindre une altitude de 1 563,4 m. Cette retenue est alimentée par son propre bassin versant de 20 km2, constitué par la Gittaz ainsi que par les eaux collectées par les prises du Sallestet (torrent dérivé côté rive droite), bien qu'une partie du débit des adductions « amont » destinées au barrage de Roselend peuvent exceptionnellement l'alimenter grâce à une galerie raccordée à celle de la centrale des Sauces située en amont du Roselend,.
Les eaux de la retenue du barrage (le lac de la Gittaz) rejoignent dans un premier temps celles de la retenue du barrage de Roselend au travers d'une conduite de 2 km de long, sans dénivelé important. Ce n’est qu'une fois dans le lac de Roselend que celles-ci peuvent être turbinées par la centrale de la Bâthie, après la traversée d'une première galerie de 14,5 km les conduisant à 1 400 m d'altitude en surplomb de la centrale dans la vallée de la Tarentaise, puis celle de la conduite forcée de 2 500 m de long. Bien que l'altitude minimale de la Bâthie soit de 346 m, la centrale étant souterraine, la chute y est de 1 200 m (hauteur de chute brute maximale de 1 203,3 m).